# 大原康明
大原 康明（おおはら やすあき）は、日本のテレビ番組プロデューサー。WOWOW所属。

## 経歴
2013年、WOWOW入社。 マーケティング局ネット事業推進部所属。声優の実写番組をはじめとするオリジナル番組を手がける。

## 主なプロデュース作品

### オリジナル番組
- ノンフィクションW シェルカウイ 踊りで世界を救う、41日の闘い（2016） - プロデューサー
- セカイ系バラエティ 僕声 シーズン１（2017） - プロデューサー
- スーパーチューナー／異能機関（2018） - プロデューサー
- セカイ系バラエティ 僕声 シーズン２（2019） - プロデューサー
- 今宵、アフレコブースで。（2019） - プロデューサー
- ぴぷる〜AIと結婚生活はじめました〜（2020）- プロデューサー
- ドラフトキング（2023）- プロデューサー
- 連続ドラマW 事件（2023）- プロデューサー
- 連続ドラマW 東野圭吾「ゲームの名は誘拐」（2024）- プロデューサー